# C-one (長野市)
C-one（シーワン）とは、長野県長野市にある商業施設（ファッションビル）である。

## 概要
長野駅善光寺口ロータリー向かいの、若者向けのショップが軒を連ねる二線路通りの入口に位置し、地域の若者を集めている。
2003年（平成15年）にはスターバックスコーヒーの県下1号店となる長野駅前店が1階に開店し、「スターバックスの出店初日売上世界一（約300万円）」という記録を樹立し話題となった。

### 沿革
- 1980年（昭和55年）10月10日 - 開業
- 時期不明 - 株式会社阪急ショッピングセンター開発（現 株式会社阪急商業開発）の運営管理となり、改装。
- 2003年（平成15年）6月27日 - 1階にスターバックスコーヒー長野駅前店が開業。
- 時期不明 - レックス・マネージメント株式会社の運営管理となる。
- 2014年（平成26年）11月27日 - 株式会社RF929（アールエフの100％子会社）の所有となる。

## フロア
- 5F - 美容外科
- 4F - 眼科・雑貨ほか
- 3F - メンズ・レディース・雑貨
- 2F - レディース・雑貨・「サイゼリヤ長野駅前店」
- 1F - レディース・宝飾・「スターバックスコーヒー 長野駅前店」
- BF - 「LIVE HOUSE J」・飲食店

## 営業
営業時間10:30-19:30（地下1階の各店とスターバックス・サイゼリヤを除く）
提携駐車場南石堂商店街駐車場（120台） - 1店舗あたり3,000円以上の買物で1時間無料

## 交通
- JR・長野電鉄長野駅から徒歩1分